# Borgo Fornari
Borgo Fornari (anticamente conosciuto come Borgo de' Fornari) è una frazione di 1 535 abitanti del comune di Ronco Scrivia, in alta valle Scrivia, nella città metropolitana di Genova.

## Geografia fisica
La frazione è situata in valle Scrivia, lungo la sponda sinistra del torrente Scrivia, all'incrocio con la valle del rio Traversa, affluente dello Scrivia. Il paese, situato a 346 m s.l.m. nell'entroterra ligure oltre il passo dei Giovi, è separato dalla costa dall'Appennino ligure e per questo è caratterizzato da inverni freddi e rigidi. Nelle vicinanze dei due fiumi è presente una forte umidità soprattutto nei mesi invernali.
Il paese confina a nord con Isolabuona, altra frazione di Ronco Scrivia, a sud con Busalla e a ovest con Castagnola, frazione del comune di Fraconalto in provincia di Alessandria. A est vi è invece il fiume Scrivia.

## Storia

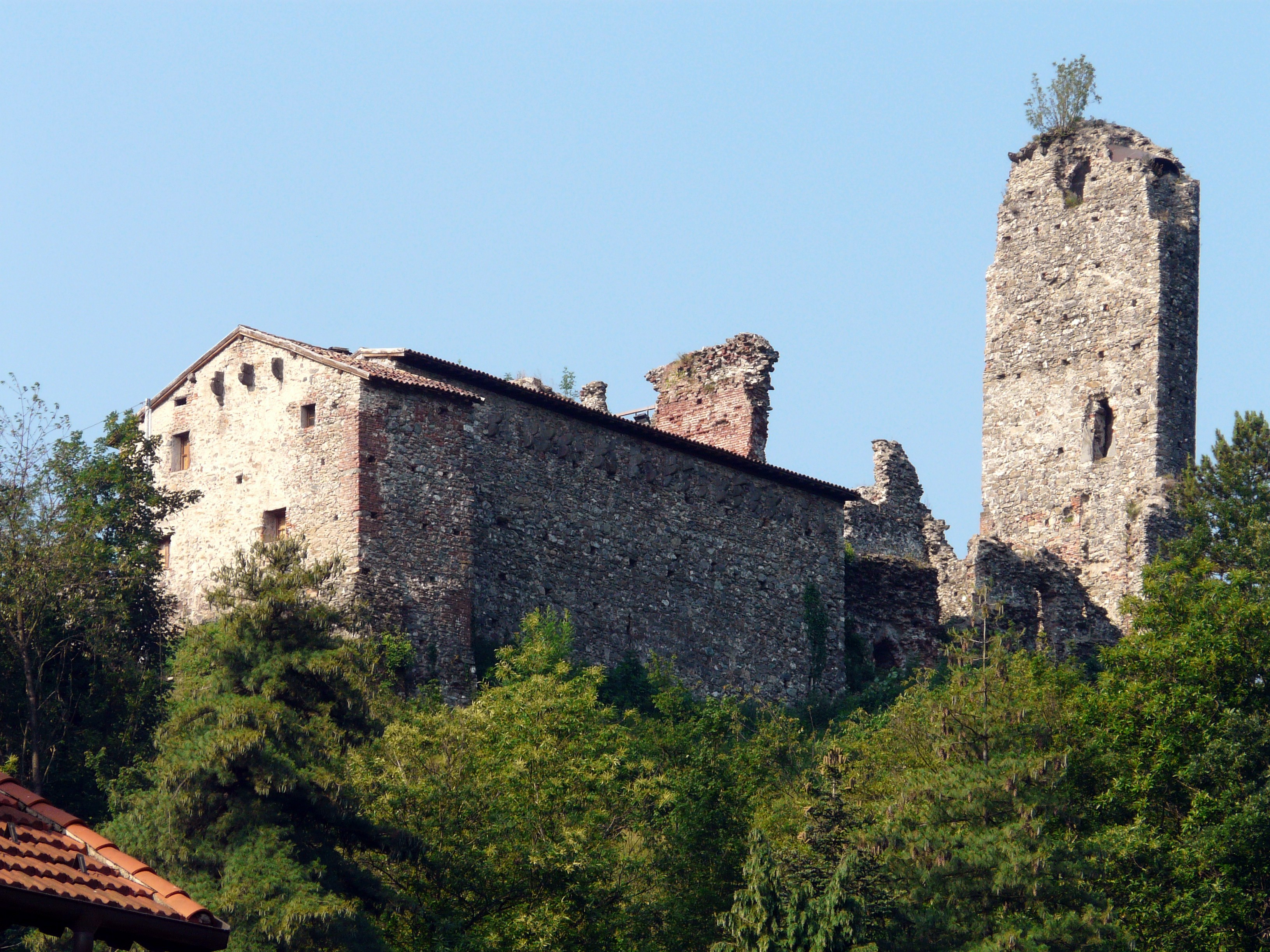
I resti del castello di Borgo Fornari

Le origini del borgo, come quelle di altri centri della valle, sono incerte. I primi insediamenti urbani si possono collocare nel V secolo d.C., ma i primi documenti storici risalgono al 15 aprile 1182, data di acquisto del territorio da parte della famiglia genovese dei Fornari, attratti dall'importanza del locale castello. Esso, costruito probabilmente intorno al 1121 dai genovesi, come edificio posto a difesa dei confini di Genova, è posto all'incrocio tra la valle Scrivia, lungo la quale scorre la variante bassa della via Postumia, e la valle del Traversa, che con il passo della Castagnola rappresenta un collegamento importante con la via Postumia originale.
La denominazione "Borgo de' Fornari" compare per la prima volta in un trattato di pace tra i genovesi e i tortonesi del 10 novembre 1200. Come testimonia un atto del 4 settembre 1214, le caratteristiche con cui i Fornari esercitano il loro potere sul borgo sono quelle del sistema feudale. In questo periodo i nuclei abitati sono quattro (Borgo de' Fornari, Pieve, Isolabuona e Pietrafraccia), a cui presto si aggiunge anche la località di Panigasse.
Le prime notizie sulla pieve di Ceta (l'attuale chiesa parrocchiale di Santa Maria Assunta) risalgono al 13 giugno 1208, in riferimento alla costruzione nel territorio della pieve di un monastero voluto dall'abate di Rivalta Scrivia.
La signoria dei Fornari tramonta prima del 1248. Ad essi subentrano gli Spinola, commercianti genovesi che mantengono la loro signoria in valle Scrivia per cinque secoli, fino alla caduta dei feudi imperiali del 1797.
Il dominio degli Spinola, tuttavia, non viene mantenuto con continuità. Nel 1392, Raffaele Adorno, fratello del doge di Genova Antoniotto, occupa la valle Scrivia per scacciare i feudatari. A testimonianza del successo ottenuto, una pergamena del 28 maggio 1392 contiene un atto di dedizione del Comune di Borgo de' Fornari al Comune di Genova.
Nel 1418 i milanesi, in pieno conflitto con Genova, occupano il castello di Borgo Fornari, offrendo nuovamente, in seguito, il feudo agli Spinola. In questo periodo, inoltre, si può collocare la costruzione dell'oratorio di San Sebastiano, nelle vicinanze della chiesa pievana.
La sera del 23 maggio 1525, il borgo vede il passaggio di Francesco I re di Francia che, prigioniero, nel suo viaggio da Pavia a Madrid passa per Borgo Fornari, pernottando nel castello. Negli anni seguenti, il castello acquisisce una nuova fama, divenendo luogo di villeggiatura di Carlo V d'Asburgo e ospitando, tra il 1548 e il 1551, Filippo II e Massimiliano re di Boemia.
Con il XVII secolo i Marchesi Spinola abbandonano la loro sede dal Castello posto sulla collina, per trasferirsi in un edificio più consono al loro stato, in forma di palazzo probabilmente a partire da alcuni edifici esistenti posti lungo la strada di fondovalle.

Palazzo Spinola nel Borgo dei Fornari

Intorno al 1650, a seguito di danni causati dal conflitto tra la Repubblica di Genova e il Ducato di Savoia, la vecchia chiesa della pieve viene abbattuta e, sullo stesso luogo, nel 1666 viene costruita l'attuale chiesa parrocchiale.
Il 12 novembre 1736, il marchese Carlo Spinola, pochi giorni prima di morire, dispone che la dimora estiva della famiglia venga trasformata in ospedale, operativo fino agli anni '80 del secolo scorso.
Nel 1804, a seguito della nascita della Repubblica democratica Ligure nel 1798, l'autonoma municipalità di Borgo Fornari viene soppressa e il paese viene aggregato prima a Isola del Cantone e poi a Ronco Scrivia, dando inizio all'attuale sistema amministrativo. Separato nuovamente nel 1816, il comune di Borgo Fornari viene definitivamente soppresso nel 1819 e aggregato, insieme alla frazione di Pietrafraccia, al comune ronchese. Nel 1815 viene costruita la nuova strada Genova-Torino e il 18 agosto 1821 Vittorio Emanuele I transita per Borgo Fornari per l'inaugurazione della strada.
Il 1º settembre 1840, re Carlo Alberto autorizza una società privata a intraprendere studi per la costruzione di una ferrovia da Genova al Piemonte. I lavori iniziano il 13 febbraio 1843 e il tratto Arquata-Busalla viene completato il 10 febbraio 1853, con conseguente apertura della stazione. Il primo treno passa per Borgo Fornari il 25 maggio 1855.
Con l'apertura delle nuove vie di comunicazione, si assiste a un notevole sviluppo del borgo. Nel 1869 viene aperto l'ufficio postale e il 25 luglio 1874 vengono costituite le scuole elementari di Pieve, trasferite il 28 ottobre 1934 su un terreno donato dalle sorelle Sorasio, dove si trovano tuttora.
Il 1º agosto 1884 il comune di Ronco Scrivia approva la costruzione di un nuovo cimitero nelle piane di Isolabuona, in sostituzione dei precedenti cimiteri di Ronco e della Pieve, ma già nel 1887 la prefettura di Genova concede alla confraternita di San Sebastiano il permesso di erigere un nuovo cimitero nella zona della Pieve a condizione che ne curi la costruzione e il mantenimento.
Tra la fine dell'Ottocento e l'inizio del Novecento si assiste al fenomeno del turismo di élite. La borghesia genovese, infatti, inizia ad abbandonare le ville della periferia per dirigersi oltre l'Appennino. Si assiste, così, alla costruzione di numerose ville, tra cui quella commissionata da Geo Davidson, campione italiano di velocipede nel 1886 e tra i fondatori del Genoa Cricket and Football Club. A Davidson, inoltre, si devono l'istituzione della gara ciclistica Milano-Busalla, oggi sostituita dalla Milano-Rapallo, e la realizzazione dell'asilo infantile nel 1911.
Nel 1903 iniziano i lavori per la costruzione dell'acquedotto, ad opera della famiglia Carpaneto, completato nel 1905 e tuttora in funzione.
Nel 1937, i benefattori Vincenzo e Gigetta Borzone sostengono le spese per la costruzione del ricreatorio parrocchiale, inaugurato l'8 settembre dello stesso anno dal cardinale di Genova Carlo Dalmazio Minoretti.
Durante la seconda guerra mondiale, le truppe tedesche occupano l’asilo e alcune ville. Il 6 marzo 1945, il paese sperimenta i bombardamenti; tuttavia, non si lamentano vittime.
Nel 1972 un gruppo di abitanti fonda la Pro Loco di Borgo Fornari, associazione turistica e di promozione del territorio. Essa viene aggregata nel 1986 alla Pro Loco di Ronco Scrivia, diventandone sezione.
Il 1º settembre 2000, la locale sezione dell'istituto tecnico "Ettore Majorana" di Genova diviene autonoma e il 14 dicembre 2002 le viene attribuito il nome "Primo Levi".
Nel mese di luglio del 2005 il comune di Ronco Scrivia dà inizio a un progetto di restauro del castello di Borgo Fornari, che viene riaperto al pubblico il 14 giugno 2008.
Il 28 febbraio 2019, la sezione di Borgo Fornari si separa nuovamente dalla Pro Loco di Ronco Scrivia, ricostituendo la Pro Loco di Borgo Fornari.

## Monumenti e luoghi d'interesse

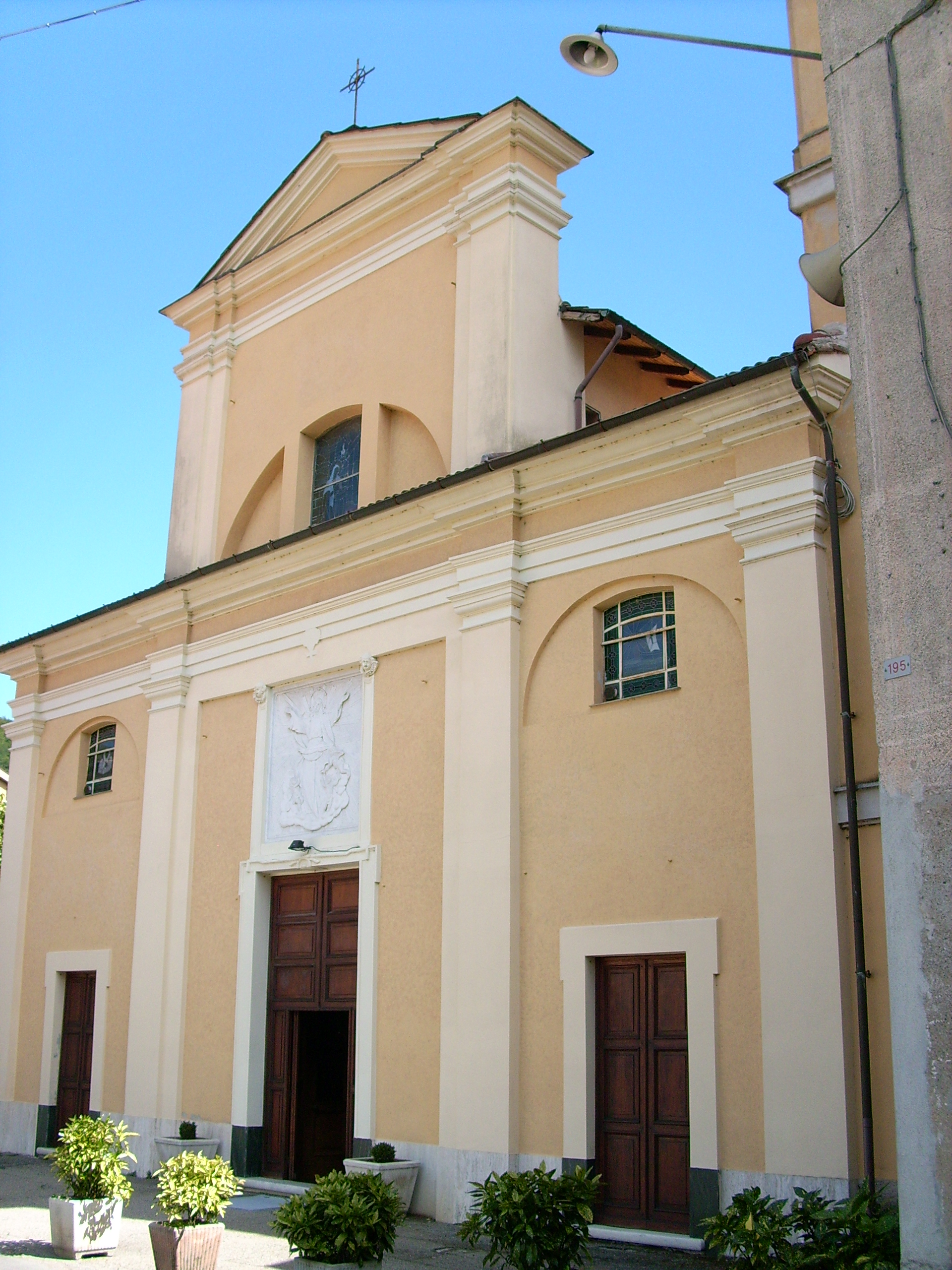
La chiesa parrocchiale di Santa Maria Assunta

### Architetture religiose
- Chiesa parrocchiale di Santa Maria Assunta: nota dal 1127, con la bolla pontificia del 1248 passò dalla diocesi di Tortona alla diocesi di Genova e fu ricostruita nel 1666 dopo i danneggiamenti della guerra di successione austriaca, tranne il campanile eretto nel 1752.
- Oratorio di San Sebastiano: posto nelle vicinanze della chiesa parrocchiale, fu eretto alla fine del Quattrocento e ricostruito nel 1777. È tutt'oggi il luogo d'incontro della confraternita di San Sebastiano e della Santissima Trinità. Al suo interno sono conservati due crocifissi processionali e, sull'altare maggiore, è presente un dipinto di Giuseppe Palmieri.
- Cappella di Sant'Anna: costruita nel 1665 dai fratelli Antonio e Leone Olivieri, fu restaurata nel 1862 e ingrandita nel 1896.
- Cappella di Nostra Signora del Carmelo: situata tra Borgo Fornari e Isolabuona, venne eretta nel 1823 in sostituzione della precedente cappella risalente al 1747. Nel 1885 viene posta sull'altare una statua in marmo della Madonna del Carmine.
- Cappella di San Pantaleo: situata a Vallecalda, viene nominata in una relazione del vescovo di Novara monsignor Francesco Bossi del 1582. All'interno si possono ammirare tre quadri rappresentanti san Pantaleo, il Sacro Cuore e la SS. Vergine, della pittrice Germana Merlo. Accanto alla chiesa è presente il campanile con due campane.[6]
- Cappella di San Fermo: situata a Isolabuona, venne costruita intorno al 1663.[6]
- Cappella di Sant'Alberto: situata a Chiappari, fu eretta nel 1671.[6]

### Architetture civili

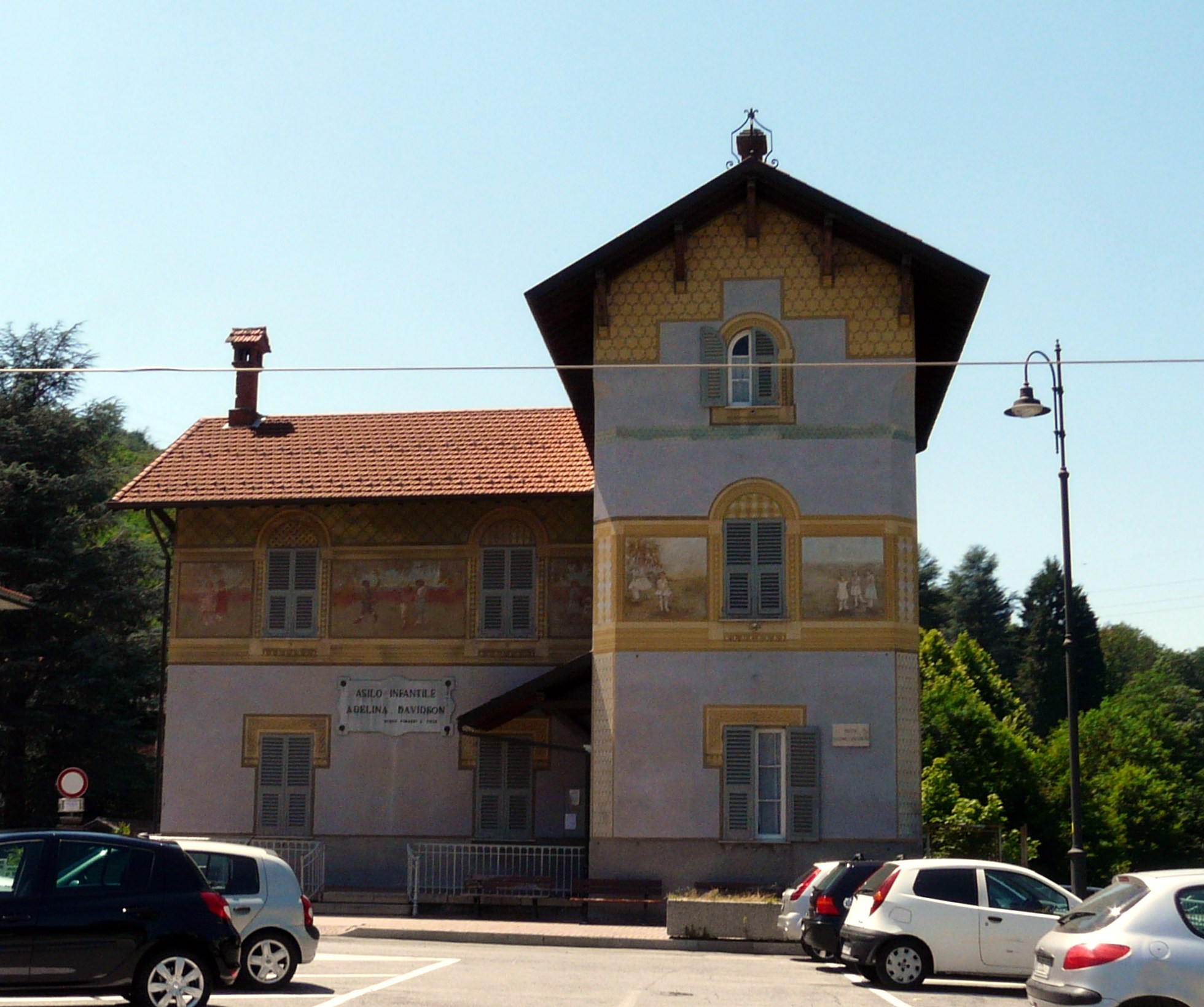
L'asilo infantile "Adelina Davidson"

- Villa Carpaneto: edificata nel 1880 su commissione di G. B. Carpaneto, negli anni settanta del Novecento venne acquistata dalla Provincia di Genova e divenne una succursale dell'Istituto Tecnico "Giorgi" di Genova. Attualmente è la sede dell'Istituto Omnicomprensivo "Vallescrivia".
- Villa Davidson: costruita nel 1908 su progetto dell'architetto Gino Coppedè, comprende uno chalet in origine destinato ai custodi. Committente del progetto fu Geo Davidson, al quale si deve anche la realizzazione della scuola dell’infanzia del paese.
- Villa Pittaluga: edificata nel 1914, acquistò notevole importanza durante la seconda guerra mondiale, grazie al rifugio antiaereo scavato sotto la villa che offrì riparo a gran parte della popolazione.
- Villa Sorasio: fu dimora delle sorelle Sorasio, le quali donarono il terreno per la costruzione dell'attuale scuola primaria. Oggi viene chiamata villa Paradiso.
- Villa Argenti: fu di proprietà dell'Ing. Musante, che nel 1948 sostenne le spese per la ristrutturazione dell'asilo infantile.
- Villa Borzone: di proprietà della benefattrice Gigetta Borzone.[6]
- Asilo Infantile "Adelina Davidson": costruito nel 1911 con un notevole contributo da parte della popolazione, era inizialmente intitolato "Asilo Regina Elena". Terminata il secondo conflitto bellico, venne completamente ristrutturato. Il 10 settembre 1948 venne riaperto con la nuova denominazione "Adelina Davidson", in onore della defunta consorte di Geo Davidson.
- Poliambulatorio: nato come dimora estiva degli Spinola, venne trasformato in ospedale nel 1736. Con la riforma sanitaria nazionale, l'ospedale venne chiuso negli anni ottanta del Novecento e, al termine dei lavori di ristrutturazione dei locali interni, venne aperto il poliambulatorio dell'ASL3 genovese.

### Architetture militari
- Castello di Borgo Fornari: situato a pochi minuti di cammino dalla strada principale di Borgo Fornari, antica dimora nobiliare costruita intorno al 1121 dai genovesi, successivamente acquistata dalla famiglia dei Fornari ed in seguito rilevata dalla famiglia Genovese degli Spinola nel XII secolo.

## Società

### Tradizioni e folclore
La festa patronale di Santa Maria Assunta si tiene il 15 agosto e nei giorni precedenti, presso la Pieve e le vie del paese.

## Cultura

### Istruzione
Borgo Fornari è sede dell'Istituto Omnicomprensivo "Vallescrivia" che ha in gestione nella frazione la scuola materna Adelina Davidson, la scuola primaria Sorelle Sorasio e la scuola secondaria di II° grado Primo Levi.

## Economia
Si basa principalmente sulla produzione industriale.

## Infrastrutture e trasporti

### Strade
Borgo Fornari è situata lungo la strada statale 35 dei Giovi. La frazione è collegata anche al Passo della Castagnola dalla Strada Provinciale 7 della Castagnola.

### Ferrovie
Nella frazione è presente la stazione di Borgo Fornari per Voltaggio servita dalle corse della linea Novi Ligure - Arquata Scrivia - Isola del Cantone - Busalla - Genova.

### Mobilità urbana
La frazione è servita dagli autobus della rete provinciale di AMT che, tramite la linea 830, collega la frazione con il capoluogo, Isola del Cantone e Busalla; oltre ad alcune corse della linea 740, attive nel periodo scolastico che dalla frazione proseguono per Busalla, Isorelle, Casella e Montoggio. 
Inoltre vi transita la linea 38 per i comuni di Voltaggio, Carrosio e Gavi della Bus Company.